# ФК Пролетер Нови Сад
ФК Пролетер Нови Сад је фудбалски клуб из Новог Сада који сада тренутно игра Новосадској лиги. Играо је Супер лигу Србије из које је испао 2022. године. Тада је клуб дао своје место РФК Новом Саду.

## Историја
Фудбалски клуб Пролетер Нови Сад из новосадског насеља Слана бара основан је 1951. године. Кроз своју историју клуб је са различитим успехом наступао у нижим ранговима такмичења, а тек је новија историја обележена значајним успесима.
Након сезоне 2008/09. у којој је новосадски тим освојио 1. место у Српској лиги – Војводина обезбеђен је по први пут пласман у други по квалитету ранг такмичења, Прву лигу Србије. Током наредних девет сезона клуб је био стабилан прволигаш, са солидним пласманом на табели, а у истом периоду пет пута је обезбеђен пласман у осмину финала Купа Србије.
Историјски успех остварен је на крају сезоне 2017/18. када је фудбалски клуб Пролетер освајањем 1. места у Првој лиги Србије по први пут обезбедио пласман у елитни ранг, Суперлигу Србије. Прву суперлигашку сезону обележио је велики успех, пласман у плеј-оф фазу, а на крају сезоне екипа Пролетера је заузела 8. место на табели.

## Почетак од задњег нивоа
Спекулације о могућој фузији које су кружиле данима након завршене такмичарске сезоне 2021/22. у Суперлиги Србије, у којој је Пролетер заузео последње место, испоставиле су се тачним. Дана 22. јуна 2022. године озваничено је замена места са РФК Новим Садом  и клуб је тада почео из задњег нивоа Новосадске лиге.

## Успеси
- Прва лига Србије
Освајач: 2017/18.
- Српска лига Војводина
Освајач: 2008/09.

## Новији резултати
| Сезона   | Ранг | Лига                  | Позиција | ИГ | Д  | Н  | П  | ГД | ГП | ГР  | Бод     | Куп                  |
| -------- | ---- | --------------------- | -------- | -- | -- | -- | -- | -- | -- | --- | ------- | -------------------- |
| 2007/08. | 3    | Српска лига Војводина | 3.       | 30 | 18 | 6  | 6  | 54 | 32 | +22 | 60      | Није се квалификовао |
| 2008/09. | 3    | Српска лига Војводина | 1.       | 30 | 17 | 10 | 3  | 49 | 21 | +28 | 61      | Није се квалификовао |
| 2009/10. | 2    | Прва лига Србије      | 7.       | 34 | 13 | 7  | 14 | 41 | 35 | +6  | 46      | Осмина финала        |
| 2010/11. | 2    | Прва лига Србије      | 8.       | 34 | 12 | 9  | 13 | 46 | 40 | +6  | 45      | Осмина финала        |
| 2011/12. | 2    | Прва лига Србије      | 9.       | 34 | 14 | 7  | 13 | 33 | 34 | -1  | 49      | Осмина финала        |
| 2012/13. | 2    | Прва лига Србије      | 4.       | 34 | 16 | 9  | 9  | 53 | 43 | +10 | 57      | Шеснаестина финала   |
| 2013/14. | 2    | Прва лига Србије      | 9.       | 30 | 10 | 9  | 11 | 42 | 36 | +6  | 39      | Шеснаестина финала   |
| 2014/15. | 2    | Прва лига Србије      | 7.       | 30 | 11 | 7  | 12 | 33 | 32 | +1  | 40      | Осмина финала        |
| 2015/16. | 2    | Прва лига Србије      | 8.       | 30 | 9  | 13 | 8  | 32 | 29 | +3  | 40      | Шеснаестина финала   |
| 2016/17. | 2    | Прва лига Србије      | 11.      | 30 | 9  | 9  | 12 | 34 | 40 | -6  | 36      | Шеснаестина финала   |
| 2017/18. | 2    | Прва лига Србије      | 1.       | 30 | 20 | 5  | 5  | 63 | 25 | +38 | 65      | Осмина финала        |
| 2018/19. | 1    | Суперлига Србије      | 8.       | 37 | 10 | 11 | 16 | 34 | 41 | -7  | 22 (41) | Шеснаестина финала   |
| 2019/20. | 1    | Суперлига Србије      | 12.      | 30 | 7  | 9  | 14 | 30 | 42 | -12 | 30      | Осмина финала        |
| 2020/21. | 1    | Суперлига Србије      | 8.       | 38 | 15 | 8  | 15 | 40 | 47 | -7  | 53      | Осмина финала        |
| 2021/22. | 1    | Суперлига Србије      | 16.      | 37 | 8  | 8  | 21 | 25 | 57 | -32 | 32      | Шеснаестина финала   |

## Познатији играчи
- Жељко Бркић
- Мирко Иванић